# Ivan Korčok
Ivan Korčok (Banská Bystrica, Checoslovaquia, 4 de abril de 1964) es un diplomático y político eslovaco. Fue ministro de relaciones exteriores de Eslovaquia de 2020 a 2022, dentro del gabinete del Primer Ministro Igor Matovič. Estudió la carrera en comercio en la Universidad Comenius de Bratislava. Fue embajador de Eslovaquia ante Alemania de 2005 a 2019, representante permanente de Eslovaquia ante la Unión Europea de 2009 a 2015 y embajador ante los Estados Unidos de 2018 a 2020.